# Захарьевская крепость
Захарьевская крепость — крепость, построенная в левобережье Берды, близ села Калайтановка Бердянского района Запорожской области.
Строительством крепости ведал герой Семилетней войны Захарий Чернышев, отсюда и название крепости — Захарьевская. В плане крепость имела форму восьмиконечной звезды и занимала площадь около 4,5 га. Валы крепости земляные, в основании их — известняк и песчаник. С валов крепости на многие километры открывается обширный панорамный обзор окрестных степных территорий.
В крепости дислоцировались две роты солдат.
Крепость ни разу не подвергалась нападению врага, и главным её значением стало то, что под её защитой в округе начали появляться поселения и край начинал постепенно осваиваться. Первым поселением, где начали жить отставные солдаты и строители крепости, стало село Калайтановка, расположенное на берегу Берды в 1,5 километрах к северу от крепости.
После утраты стратегического значения Днепровской оборонительной линии была упразднена.
Ныне от Захарьевской крепости сохранились лишь земляные валы на лучах той самой «восьмиконечной звезды», местами видны рвы, поросшие терновником.